# Arboridia curtistylus
Arboridia curtistylus är en insektsart som beskrevs av Abdul Nour 2005. Arboridia curtistylus ingår i släktet Arboridia och familjen dvärgstritar.
Artens utbredningsområde är Libanon. Inga underarter finns listade i Catalogue of Life.